# Serra Pelada (Afonso Cláudio)
Serra Pelada é um distrito do município de Afonso Cláudio, no Espírito Santo . O distrito possui  cerca de 4 300 habitantes e está situado na região norte do município .

## Histórico
O distrito de Serra Pelada foi criado pela lei estadual nº 933, de 06-12-1913 e por lei estadual nº 1012, de 30-10-1915 e anexado ao município de Afonso Cláudio.

### Colonização
No final do século XXI as primeiras famílias mineiras chegaram a Serra Pelada, logo após descentes italianos e pomeranosoriundos da região serrana do Espírito Santo .
A família Vieira, procedente de Minas Gerais, foi uma das primeiras famílias a ocupar a região.

## Cultura e Lazer

#### Wurst Fest
A Wurst Fest (Festa da Linguiça) foi criada em 2010 com a iniciativa das instituições do distrito A festa surge para valorizar a produção artesanal da linguiça pomerana na região .

## Religiosidade
Em Serra Pelada é identificada a Paróquia Evangélica de Confissão Luterana em Serra Pelada (IECLB), Paróquia Congregação Cristo (IELB), Comunidade Católica São Geraldo, Comunidade Adventista, Comunidade Maranata e Comunidade Assembleia de Deus. 

## Organizações da Sociedade Civil
O distrito possui uma Associação de Agricultores, uma associação desportiva, uma associação de moradores, uma associação educacional e ponto de cultura.

#### Associação de Agricultores Familiares de Serra Pelada (AAFSP)
A Associação de Agricultores Familiares de Serra Pelada (AAFSP), foi fundada em 05 de junho de 1990 sob o nome original de “Associação dos Pequenos Produtores Rurais de Serra Pelada”, é uma associação civil, sem fins lucrativos, sendo o seu foro jurídico a Comarca de Afonso Cláudio/ES. Podem se associar à AAFSP todos os produtores de café com propriedade no distrito de Serra Pelada e que concordarem com as finalidades da mesma.

#### Associação Diacônica Luterana - ADL
A ADL foi fundado pelos alemães Artur Gustav Schmidt e Käthe Scheuchl em 1956, inicialmente denominado Evangelisch-Lutherische Bibelschule von Espírito Santo. A instituição é uma referência na localidade por ofertar formação complementar. 

## Meio ambiente
O distrito é impactado pelo uso intensivo de agrotóxicos nas atividades agrícolas. Não há serviço de tratamento de esgoto, e todos os dejetos são despejados por meio de uma tubulação localizada a alguns metros abaixo do perímetro urbano. A água desse córrego é utilizada para irrigação em áreas agrícolas e, eventualmente, deságua no Rio Guandu.